# دوناتيلو (شخصية خيالية)

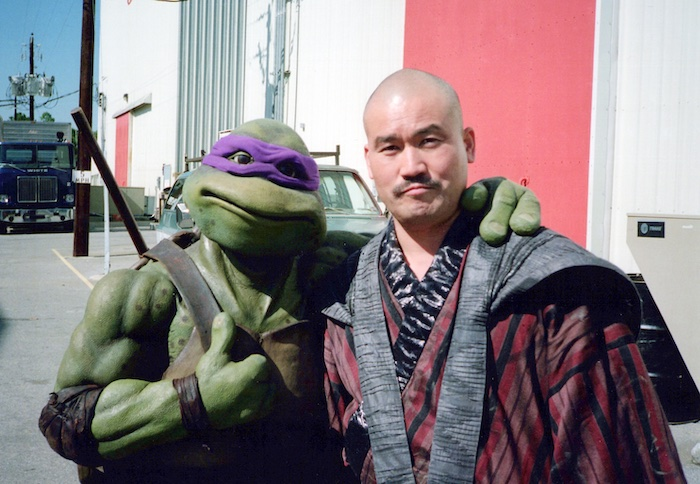
صورة من كواليس أحد أفلام "سلاحف النينجا المراهقين المتحولين" في التسعينيات، يظهر فيها توشيشيرو أوباتا مع شخصية دوناتيلو

دوناتيلو (بالإنجليزية: Donatello) ويختصر بـ«دون» (بالإنجليزية:Don) أو «دوني» (بالإنجليزية:Donnie)، وهو شخصية خيالية، ورابع شخصية من سلسلة سلاحف النينجا، وهو ذكي جداً، واخترع الشاحنة الحربية والغواصة والكثير من الآلات المفيدة وأحياناً غير مفيدة لأبطال السلاحف، يفضل دوني اللون البنفسجي ويحب الاختراع. وسلاحه الرئيسي هي بوستاف، عصا يابانية يضرب بها الخصوم.
ظهر لأول مرة في مسلسل سلاحف النينجا سنة 1987م، وظهر للمرة الثانية سنة 2003، ومجدداً سنة 2012م.

## وصلات خارجية
- دوناتيلو على موقع ميوزك برينز (الإنجليزية)

- Donatello profile on official TMNT web site